# Щасти, Чарлі!
Щасти, Чарлі! (англ. Good Luck Charlie) — американський ситком телеканалу Disney Channel, який транслювався з 4 квітня 2010 року по 16 лютого 2014 року. 2 грудня 2011 року відбулась прем'єра фільму «Щасти, Чарлі: Кінощоденник подорожі».
В Україні серіал транслювався на телеканалах Disney Channel, а пізніше на ПлюсПлюс у дубляжі студії LeDoyen.

## Сюжет
Серіал розповідає про сім'ю Данкен, яка виховує чотирирічну Чарлі. Після повернення батьків на роботу, Тедді, Пі-Джей та Гейб мусять допомогти батькам у вихованні сестрички. Кожен день Данкени мають справу з різними проблемами, і тому Тедді створила оригінальний відеощоденник, який у майбутньому має допомогти Чарлі справлятись із проблемами у житті. «Щасти, Чарлі!» — фраза, яку повторює Тедді у кінці кожного відео.

## У ролях

### Головні персонажі
- Бріджіт Мендлер — Тедді Данкен
- Лі-Еллін Бейкер — Емі Данкен
- Бредлі Стівен Перрі — Гейб Данкен
- Міа Талеріко — Чарлі Данкен
- Ерік Алан Крамер — Боб Данкен
- Джейсон Доллі — Пі-Джей Данкен
- Джи Ханнеліус — Джо Кінер

### Другорядні персонажі
- Логан Моро — Тобі Данкен  (сезон 3-4)
- Рейвен Гудвін — Айві Вентц
- Шейн Харпер — Спенсер Волш
- Міка Стівен Вільямс — Еммет
- Патрісія Белчер — пані Дебні
- Саманта Боскаріно — Скайлер  (сезон 1-2)

## Епізоди
| Сезон | Сезон | Епізоди | Оригінальні покази | Оригінальні покази | Оригінальні покази українською | Оригінальні покази українською |
| Сезон | Сезон | Епізоди | Прем'єра           | Фінал              | Прем'єра                       | Фінал                          |
| ----- | ----- | ------- | ------------------ | ------------------ | ------------------------------ | ------------------------------ |
|       | 1     | 26      | 4 квітня 2010      | 30 січня 2011      | 10 серпня 2010                 | 14 травня 2011                 |
|       | 2     | 30      | 20 лютого 2011     | 27 листопада 2011  | 10 вересня 2011                | 24 грудня 2012                 |
|       | Фільм | Фільм   | 2 грудня 2011      | 2 грудня 2011      | 15 червня 2012                 | 15 червня 2012                 |
|       | 3     | 21      | 6 травня 2012      | 20 січня 2013      |                                |                                |
|       | 4     | 20      | 28 квітня 2013     | 16 лютого 2014     |                                |                                |

### Щасти, Чарлі: Кінощоденник подорожі
Телефільм, знятий за мотивами серіалу. Прем'єра відбулась 2 грудня 2011 року на Disney Channel. За сюжетом, Данкени мають відсвяткувати Різдво у батьків Емі, але Тедді та Емі вирішили дістатись туди не зовсім звичним шляхом.

## Інформація про дубляж
Перший, другий сезони серіалу та фільм було дубльовано студією «LeDoyen» на замовлення Disney Character Voices International.

### Ролі дублювали
- Дарина Муращенко — Тедді Данкен
- Людмила Ардельян — Емі Данкен
- Софія Масаутова — Чарлі Данкен
- Богдан Бенюк — Гейб Данкен
- Микола Боклан — Боб Данкен
- Андрій Федінчик — Пі-Джей Данкен
- Катерина Буцька — Айві Вентц
- Дмитро Сова — Спесер Волш
- Ольга Радчук — пані Дебні
- Марина Локтіонова — Скайлер
- Максим Печериця — Еммет
- та інші